# Sven Meyer
Sven Meyer (Hambühren, 26 giugno 1963) è un ex cestista tedesco.

## Carriera
Con la Germania Ovest ha partecipato ai Campionati europei del 1987.